# Baroque Song
Baroque Song est une œuvre orchestrale de Thierry Escaich composée en 2007. Elle est créée le 24 mai 2007 à Quimper par l'Orchestre symphonique de Bretagne dirigé par Joana Carneiro.

## Structure
1. Vivacissimo : ce premier mouvement, un choral en forme de mouvement perpétuel, s'inspire de la ligne de doubles croches du choral pour orgue Nun Freut euch, lieben Christen g'mein BWV 734 de Jean-Sébastien Bach[1],[2].
2. Andante : le quatuor de cordes solistes qui ouvre ce mouvement s'inspire du choral An Wasserflüssen Babylon BWV 653 de Jean-Sébastien Bach. Le contrepoint de fond dans « une texture sonore tout à coup plus vaste de obscure »[1]. La pièce se termine dans un « champ de ruines »[1]. Apparaît une mélodie au violoncelle solo, suivi d'un épisode cadentiel[1].
3. Allegro molto energico : ce mouvement est une danse énergique, inspiré, dans certains rythmes ou certaines harmonies, par Clément Janequin ou Claude Le Jeune[1].

## Instrumentation
- 2 flûtes, 2 hautbois, 2 clarinettes, 2 bassons, 2 cors, 2 trompettes, timbales, harpe, cordes[3]

## Discographie
- 2017 : Baroque Song, avec l'Orchestre de l'Opéra national de Lyon, dirigé par Alexandre Bloch